# Rajd Cypru 1994
Rajd Cypru 1994 (22. Rothmans Cyprus Rally) – 22 edycja rajdu samochodowego Rajd Cypru rozgrywanego na Cyprze. Rozgrywany był od 22 do 25 września 1994 roku. Była to czterdziesta druga runda Rajdowych Mistrzostw Europy w roku 1994 (rajd miał najwyższy współczynnik - 20) oraz szósta runda Rajdowych Mistrzostw Cypru.

## Klasyfikacja rajdu
| Miejsce                      | Kierowca                     | Pilot                        | Samochód                     | Czas                         | Strata                       |                              |
| Klasyfikacja generalna i ERC | Klasyfikacja generalna i ERC | Klasyfikacja generalna i ERC | Klasyfikacja generalna i ERC | Klasyfikacja generalna i ERC | Klasyfikacja generalna i ERC | Klasyfikacja generalna i ERC |
| ---------------------------- | ---------------------------- | ---------------------------- | ---------------------------- | ---------------------------- | ---------------------------- | ---------------------------- |
| 1.                           | Alessandro Fiorio            | Vittorio Brambilla           | Lancia Delta HF Integrale    | 5:59:37                      | 0.0                          |                              |
| 2.                           | Vahan Terzian                | George Sergides              | Toyota Celica Turbo 4WD      | 6:19:46                      | +20:09                       |                              |
| 3.                           | Dimi Mavropoulos             | Michalakis Michael           | Ford Escort RS Cosworth      | 6:27:09                      | +27:32                       |                              |
| 4.                           | Zacharias Prastitis          | Omiros Dimitriades           | Honda Civic SiR              | 6:34:45                      | +35:08                       |                              |
| 5.                           | Constantinos Georgallis      | Athos Kollitiris             | Nissan Sunny GTI-R           | 6:35:08                      | +35:31                       |                              |
| 6.                           | Kostas Lambrianides          | Efklidis Papadopoulos        | Subaru Legacy RS             | 6:36:04                      | +36:27                       |                              |
| 7.                           | Michalakis Zambas            | Savvas Laos                  | Nissan Sunny GTI-R           | 6:39:30                      | +39:53                       |                              |
| 8.                           | Dinos Maschias               | Nicos Panayides              | Subaru Legacy RS             | 6:41:29                      | +41:52                       |                              |
| 9.                           | Kypros Kyprianou             | Charalampos Anastasiou       | Peugeot 309 GTI              | 6:42:17                      | +42:40                       |                              |
| 10.                          | Menelaos Melissas            | Giorgos Zorpas               | Opel Astra GSi 16V           | 6:47:36                      | +47:59                       |                              |
| Mistrzostwa Cypru            |                              |                              |                              |                              |                              |                              |
| 1.                           | Vahan Terzian                | George Sergides              | Toyota Celica Turbo 4WD      | 6:19:46                      | 0.0                          |                              |
| 2.                           | Dimi Mavropoulos             | Michalakis Michael           | Ford Escort RS Cosworth      | 6:27:09                      | +7:23                        |                              |
| 3.                           | Zacharias Prastitis          | Omiros Dimitriades           | Honda Civic SiR              | 6:34:45                      | +14:59                       |                              |
| 4.                           | Constantinos Georgallis      | Athos Kollitiris             | Nissan Sunny GTI-R           | 6:35:08                      | +15:22                       |                              |
| 5.                           | Kostas Lambrianides          | Efklidis Papadopoulos        | Subaru Legacy RS             | 6:36:04                      | +16:18                       |                              |
| 6.                           | Michalakis Zambas            | Savvas Laos                  | Nissan Sunny GTI-R           | 6:39:30                      | +19:44                       |                              |
| 7.                           | Dinos Maschias               | Nicos Panayides              | Subaru Legacy RS             | 6:41:29                      | +21:43                       |                              |
| 8.                           | Kypros Kyprianou             | Charalampos Anastasiou       | Peugeot 309 GTI              | 6:42:17                      | +22:31                       |                              |
| 9.                           | Menelaos Melissas            | Giorgos Zorpas               | Opel Astra GSi 16V           | 6:47:36                      | +27:50                       |                              |